# Black Legend
Black Legend è stato un gruppo musicale italiano, composto dai DJ e produttori discografici italiani Enrico Ferrari e Ciro Sasso, noto principalmente per il brano You See the Trouble with Me del 2000 che riscosse notevole successo. Versione house dell'omonimo brano di Barry White del 1976, collaborò per l'interpretazione della parte vocale il cantante Elroy Powell.
Con questo singolo di debutto, il gruppo raggiunse la vetta della classifica di vendite dei singoli in Regno Unito, il diciassettesimo posto in Italia nella classifica Musica e Dischi e il ventiquattresimo della classifica FIMI, oltre ad entrare nelle classifiche di numerosi paesi europei e in Australia.
Dopo la pubblicazione di altri due singoli, a partire dal 2001 i due disc jockey ripresero l'attività separatamente terminando l'esperienza del progetto Black Legend, che è rimasto indissolubilmente legato al successo del primo brano pubblicato che nel corso dei decenni è stato inserito in numerose raccolte di genere di musica house e dance.

## Discografia

### Singoli
- 2000 - You See the Trouble with Me
- 2000 - Light My Fire
- 2001 - Somebody (con Shortie)